# Nikita (film)
| Nikita (film)                             | Nikita (film)                             |
| Kattints az alábbi külső linkek egyikére! | Kattints az alábbi külső linkek egyikére! |
| ----------------------------------------- | ----------------------------------------- |
| Nem található szabad kép.(?)              |                                           |
| külső link · jogvédett                    | Anne Parillaud, Nikita szerepében         |
| külső link · jogvédett                    | Jean Reno, mint „Victor, a Takarító”      |

A Nikita (eredeti címe: Nikita) 1990-ben bemutatott francia film Luc Besson rendezésében.
Uram, a paradicsomban vagyunk vagy nem?

## Cselekménye
Egy gyilkosság miatt letartóztatott kábítószeres lány kap még egy esélyt, hogy visszatérhessen a külvilágba. Az életfogytiglani büntetést csak akkor úszhatja meg, ha feladva személyiségét, a titkosszolgálat utasításai szerint bérgyilkossá válik. A lázadását lassan feladó lány Joséphine fedőnéven teljesíti megbízatásait. Megismerkedik egy fiúval, kinek szerelme reményt ad a tisztességes élet újrakezdésére. Közben új megbízatásokat kap, nincs más választása, saját eszközeit fordítja a titkosszolgálat ellen, hogy végképp elmerüljön az ismeretlenségben.

## Szereplők
| Szerep            | Színész             | Magyar hang        | Magyar hang          |
| Szerep            | Színész             | 1. szinkron (1991) | 2. szinkron (1997)   |
| ----------------- | ------------------- | ------------------ | -------------------- |
| Nikita            | Anne Parillaud      | Ráckevei Anna      | Orosz Helga          |
| Bob               | Tchéky Karyo        | Szakácsi Sándor    | Mihályi Győző        |
| Marco             | Jean-Hugues Anglade | Forgács Péter      | Schnell Ádám         |
| Amande            | Jeanne Moreau       | Korompai Vali      | Halász Aranka        |
| Victor a takarító | Jean Reno           | Orosz István       | Barbinek Péter       |
| Rico              | Marc Duret          | Imre István        | Bognár Zsolt         |
| Coyotte           | Patrick Fontana     | Csankó Zoltán      | Győri Péter          |
| Grossman          | Phillippe Leroy     | Gruber Hugó        | Gruber Hugó          |
| Zap               | Alain Lathière      | Sztarenki Pál      | Juhász György        |
| Gyógyszerész      | Jacques Boudet      | Kárpáti Tibor      | Rosta Sándor         |
| Kezdő zsaru       | Joseph Teruel       | Bor Zoltán         | Csík Csaba Krisztián |
| Követségi attasé  | Jean Bouise         | Rudas István       | Uri István           |
| Bíró              | Stéphane Fey        | Beregi Péter       | Végh Ferenc          |

## Feldolgozások
John Badham A bérgyilkosnő (1993) címmel készített remake-et a filmből. A főszerepeket Bridget Fonda és Gabriel Byrne alakította.
Besson filmje alapján készült két televíziós sorozat is: a Nikita, a bérgyilkosnő (1997-2001) címmel vetített sorozatban Nikita szerepét Peta Wilson alakította. A 2010-ben indult Nikitában a címszerepet Maggie Q formálja meg.